# Orglandes
Orglandes é uma comuna francesa na região administrativa da Normandia, no departamento Mancha. Estende-se por uma área de 9,18 km². Em 2010 a comuna tinha 371 habitantes (densidade: 40,4 hab./km²).